# American Eats
American Eats es un programa de televisión de History que examina la historia de la cocina y los alimentos estadounidenses, así como su lugar en la historia y su impacto en la cultura de dicho país. Cada episodio detalla el origen de una comida en particular, sus innovaciones, su historia y su evolución dentro de la cocina moderna. 

## Alimentos presentados
Algunos de los alimentos que han aparecido en el programa son los siguientes:
- Hamburguesas
- Pollo frito
- Perros Calientes
- Pizza
- Helado
- Galletas de chocolate
- Big Mac
- Comida China
- Caramelos
- Chocolate
- Cerveza
- Bebidas gaseosas
- Cereales
- Salsa de arándanos
- Torta de frutas
- Pan de jengibre
- Bastones de caramelo
- Snacks: pretzels, maní, popcorn, papas fritas
- Salsa de soja
- Jarabe de arce
- Alimentos enlatados
- Barbacoa
- Gelatina

## Nutrición
Aunque el programa presenta la historia de las comidas aportando datos, unos triviales y otros más interesante, no ahonda en la información nutricional de esas comidas. La gran mayoría de las presentadas en American Eats se encuentran clasificadas como "Comida chatarra" o "Comida rápida".
- Datos: Q615098